# Élections en Haïti
La Constitution d'Haïti prévoit l'élection du Président de la république, de l’Assemblée nationale et des membres des organes directeurs locaux. 
Les élections parlementaires haïtiennes de 2015-2016 ont eu lieu. 
L'élection présidentielle haïtienne de février 2016 a eu lieu à la suite de l'annulation de l'élection présidentielle haïtienne de février 2016.
L'actuel premier ministre par intérim est Ariel Henry, qui a succédé à Claude Joseph, qui a à son tour pris ses fonctions après l'assassinat de Jovenel Moïse en juillet 2021.

## Histoire

### Élections de 2010-2011
L'élection présidentielle de 2010 s'est tenue le 28 novembre 2010, avec un second tour le 20 mars 2011.
Aucun candidat n'a obtenu la majorité des suffrages exprimés au premier tour. 
Un second tour était prévu le 20 mars 2011 avec les deux plus grands votants, Mirlande Manigat et Jude Célestin. 
Des protestations dénonçant un vote frauduleux ont conduit la commission électorale à retirer Jude Célestin de la course. 
Ayant obtenu la troisième place au premier tour, Michel Martelly, a pu affronter Mirlande Manigat au second tour.

### 2010 et 2015
En janvier 2015, après le rejet par le Parlement d'une série de commissions électorales contestées et inconstitutionnelles nommées par le président Michel Martelly, un Conseil électoral provisoire (en) a été mis en place pour planifier l' élection présidentielle et l'élection parlementaire,,.